# امیر جعفری
امیر جعفری (زادهٔ ۱۰ شهریور ۱۳۵۳) بازیگر ایرانی است. او بازیگری را زیر نظر حمید سمندریان آموخت و نخستین تجربهٔ سینمایی‌اش در سال ۱۳۸۰ با بازی در فیلم‌های نان، عشق و موتور ۱۰۰۰ و قارچ سمی رقم خورد. او سال بعد برای بازی در مجموعهٔ تلویزیونی بدون شرح نامزد جایزهٔ بازیگر کمدی تلویزیونی از جشن حافظ شد.
جعفری برای بازی در فیلم‌های مکس (۱۳۸۵) و قاعده تصادف (۱۳۹۱)، و همچنین مجموعه‌های میوه ممنوعه (۱۳۸۶)، زیر هشت (۱۳۸۹) و یاغی (۱۴۰۱) نامزد جایزهٔ بهترین بازیگر مرد از جشن حافظ شد.

## زندگی

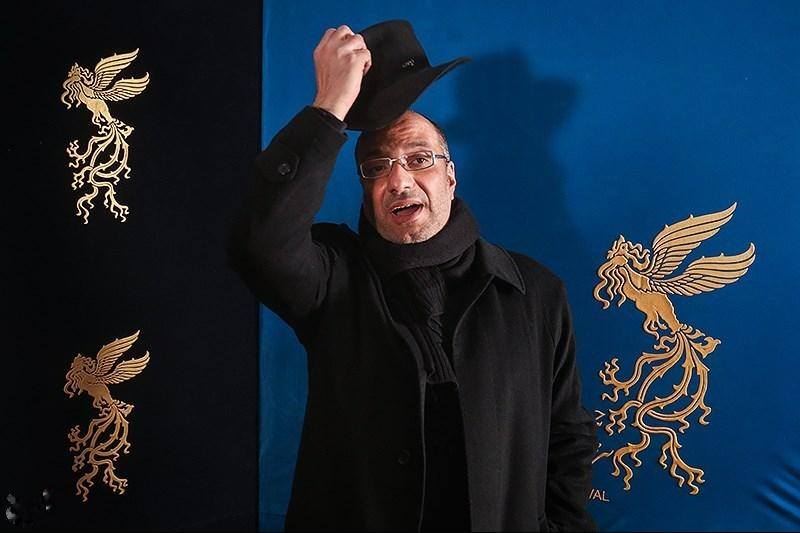
جعفری در سی و پنجمین جشنواره فیلم فجر، بهمن ۱۳۹۵

امیر جعفری در ۱۰ شهریور ۱۳۵۳ در تهران به دنیا آمد. خانواده او اصالتاً از اهالی زنجان بوده‌اند. وی دارای لیسانس مدیریت از دانشگاه آزاد اسلامی است. علیرضا جعفری برادرزادهٔ اوست. جعفری بازیگری را زیر نظر حمید سمندریان آموخت. وی بازیگری در سینما را در سال ۱۳۸۰ و با بازی در فیلم نان، عشق و موتور ۱۰۰۰ آغاز کرد و آن را با بازی در قارچ سمی ادامه داد.
او تا به حال پنج بار از جشنواره تئاتر فجر برنده جایزه شده است.
بازی او در مجموعه بدون شرح (مهدی مظلومی، ۱۳۸۰) اولین حضور او در تلویزیون بود. زوج او و فتحعلی اویسی در دو مجموعه بدون شرح و کمربندها را ببندیم (مهدی مظلومی، ۱۳۸۳) با استقبال فراوان مخاطبان مواجه شد.

## زندگی شخصی

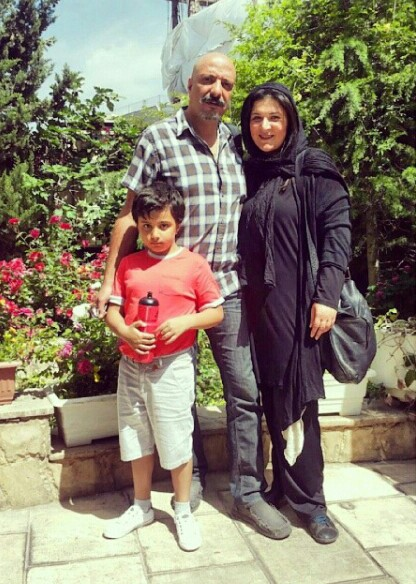
جعفری با همسرش ریما رامین‌فر و پسرش آیین جعفری

جعفری در سال ۱۳۷۳ با ریما رامین‌فر ازدواج کرد و در شهریور ۱۳۸۶ صاحب یک پسر به نام آیین شد.

## حواشی
بابک زنجانی دربارهٔ همکاری خود با امیر جعفری عنوان کرده است: امیر جعفری که هنرپیشه هستند، ابراهیم شیبانی را به من معرفی کرد. من و امیر همکلاس بودیم. چهار پنج سال در دوران دبستان در مدرسه‌ای در ایران زمین شهرک غرب و در مدرسه راهنمایی ایثار کنار هم می‌نشستیم. هنوز هم به صورت خانوادگی دوست هستیم با همدیگر. البته هیچ رابطه کاری با امیر نداریم و ایشان هم هیچ نفع مالی در دوستی با من نبرده است.
امیر جعفری به همراه همسرش از جمله هنرمندان ایرانی بود که با امضاء طوماری در مورخ ۲۲ خرداد ۱۳۹۲، همراه با سایر اصلاح‌طلبان و اعتدالگرایان، ضمن قدردانی انصراف عارف به نفع روحانی، از نامزدی حسن روحانی در انتخابات ریاست جمهوری ۱۳۹۲ حمایت علنی کرد.
در سال ۱۳۹۸، انتشار قطعه کلیپی از یکی از مصاحبه‌های وی با واکنش تند کاربران در فضای مجازی و روزنامه‌نگاران همراه شد. در ویدیوی پخش شده جعفری در دفاع از دارایی خصوصی مسئولان سیاسی می‌گوید: "چرا وقتی زحمت و بی‌خوابی کشیدن ماشین خوب سوار نشوند؟!" وی در ادامه عنوان کرد که اگر خود نیز چنین اختیاراتی داشت همین‌گونه رفتار می‌کرد. جعفری سپس ویدئویی منتشر کرده و بابت اظهاراتش از مردم عذرخواهی کرد.

## فیلم‌شناسی

### سینما
| سال  | نام فیلم               | کارگردان               |
| ---- | ---------------------- | ---------------------- |
| ۱۴۰۳ | دایناسور               | سید مسعود اطیابی       |
| ۱۴۰۲ | پول و پارتی            | سعید سهیلی             |
| ۱۴۰۱ | آنها مرا دوست داشتند   | محمدرضا رحمانی         |
| ۱۴۰۰ | خانه شیشه‌ای            | امیر پورکیان           |
| ۱۳۹۹ | گشت ۳                  | سعید سهیلی             |
| ۱۳۹۹ | روز ششم                | حجت قاسم‌زاده اصل       |
| ۱۳۹۹ | هاوایی                 | بهمن گودرزی            |
| ۱۳۹۸ | سگ‌بند                  | مهران احمدی            |
| ۱۳۹۷ | من می‌ترسم              | بهنام بهزادی           |
| ۱۳۹۷ | زیرنظر                 | مجیدصالحی              |
| ۱۳۹۷ | چهار انگشت             | حامد محمدی             |
| ۱۳۹۶ | قانون مورفی            | رامبد جوان             |
| ۱۳۹۶ | سراسر شب               | فرزاد مؤتمن            |
| ۱۳۹۵ | مسکوت                  | محمد ثریا              |
| ۱۳۹۵ | اکسیدان                | حامد محمدی             |
| ۱۳۹۵ | ساعت ۵ عصر             | مهران مدیری            |
| ۱۳۹۵ | آزاد به قید شرط        | حسین شهابی             |
| ۱۳۹۵ | سوفی و دیوانه          | مهدی کرم پور           |
| ۱۳۹۴ | زاپاس                  | برزو نیک‌نژاد           |
| ۱۳۹۲ | بیگانه                 | بهرام توکلی            |
| ۱۳۹۲ | بلوک۹ خروجی۲           | علیرضا امینی           |
| ۱۳۹۱ | قاعده تصادف            | بهنام بهزادی           |
| ۱۳۹۱ | سیزده                  | هومن سیدی              |
| ۱۳۹۰ | جیب‌بر خیابان جنوبی     | سیاوش اسعدی            |
| ۱۳۸۸ | نفوذی                  | احمد کاوری، مهدی فیوضی |
| ۱۳۸۸ | کیفر                   | حسن فتحی               |
| ۱۳۸۸ | لج و لج‌بازی            | سیدمهدی برقعی          |
| ۱۳۸۷ | پستچی سه بار در نمی‌زند | حسن فتحی               |
| ۱۳۸۷ | کلانتری غیرانتفاعی     | یدالله صمدی            |
| ۱۳۸۶ | بی‌پولی                 | حمید نعمت‌الله          |
| ۱۳۸۳ | تردست                  | محمدعلی سجادی          |
| ۱۳۸۳ | مکس                    | سامان مقدم             |
| ۱۳۸۲ | جنایت                  | محمدعلی سجادی          |
| ۱۳۸۰ | قارچ سمی               | رسول ملاقلی‌پور         |
| ۱۳۸۰ | نان، عشق و موتور ۱۰۰۰  | ابوالحسن داوودی        |

### سریال تلویزیونی
| سال  | نام مجموعه              | کارگردان         | شبکه | پخش                  |
| ---- | ----------------------- | ---------------- | ---- | -------------------- |
| ۱۳۹۴ | تعبیر وارونه یک رؤیا    | فریدون جیرانی    | ۱    | تابستان ۱۳۹۴         |
| ۱۳۹۲ | پایتخت ۲ (بازیگر مهمان) | سیروس مقدم       | ۱    | بهار ۱۳۹۲            |
| ۱۳۹۰ | چک برگشتی               | سیروس مقدم       | ۱    | بهار ۱۳۹۱            |
| ۱۳۹۰ | شیدایی                  | محمدمهدی عسگرپور | ۳    | پاییز ۱۳۹۰           |
| ۱۳۸۹ | توطئه فامیلی            | رامبد جوان       | ۱    | تابستان ۱۳۹۰         |
| ۱۳۸۹ | زیر هشت                 | سیروس مقدم       | ۱    | تابستان ۱۳۸۹         |
| ۱۳۸۸ | چاردیواری               | سیروس مقدم       | ۱    | نوروز ۱۳۸۹           |
| ۱۳۸۶ | میوهٔ ممنوعه             | حسن فتحی         | ۲    | رمضان ۱۳۸۶           |
| ۱۳۸۴ | برای آخرین بار          | اکبر منصور فلاح  | ۵    | رمضان ۱۳۸۴           |
| ۱۳۸۳ | کمربندها را ببندیم      | مهدی مظلومی      | ۳    | پاییز ۱۳۸۳           |
| ۱۳۸۲ | من یک مستاجرم           | پریسا بخت‌آور     | ۳    | تابستان ۱۳۸۳         |
| ۱۳۸۰ | بدون شرح                | مهدی مظلومی      | ۳    | تابستان و پاییز ۱۳۸۱ |

### شبکه نمایش خانگی
| سال       | نام مجموعه  | کارگردان        | نقش                      | پخش                 |
| --------- | ----------- | --------------- | ------------------------ | ------------------- |
| ۱۴۰۳      | کوری        | سجاد پهلوان‌زاده | یونس فلاحت‌پیشه           | ۱۴۰۴                |
| ۱۴۰۳      | جنگل آسفالت | پژمان تیمورتاش  | ایرج طلا                 | بهار ۱۴۰۳           |
| ۱۴۰۲      | مرداب       | برزو نیک‌نژاد    | شکیب                     | پاییز و زمستان ۱۴۰۲ |
| ۱۴۰۲      | هفت         | کیارش اسدی‌زاده  | فرخ سهند                 | پاییز و زمستان ۱۴۰۲ |
| ۱۴۰۲      | قهوه ترک    | علیرضا امینی    | اورهان                   | بهار ۱۴۰۲           |
| ۱۴۰۱      | یاغی        | محمد کارت       | اسماعیل مقانلو (اسی قلک) | بهار ۱۴۰۱           |
| ۱۴۰۰      | جیران       | حسن فتحی        | میرزا آقاخان نوری        | زمستان ۱۴۰۰         |
| ۱۳۹۷      | ممنوعه      | امیر پورکیان    | اویس تجنگی               | تابستان ۱۳۹۷        |
| ۱۳۹۷–۱۳۹۳ | شهرزاد      | حسن فتحی        | سروان گودرز آپرویز       | پاییز ۱۳۹۴          |

### تئاتر
- رقص کاغذ پاره‌ها" (محمد یعقوبی) تهران، تئاترشهر، سالن سایه؛ ۱۳۷۸
- "مده"(اصغر محبی) تهران، تالار مولوی؛ ۱۳۷۹
- "آرتور و اوئی" (مجید جعفری) تهران، تئاترشهر، سالن اصلی، ۱۳۷۹
- "دل سگ" (محمد یعقوبی) تهران، تئاترشهر، تالار چهارسو؛ ۱۳۷۹
- "کمدی شب سیزدهم" (حمید امجد) تهران، تئاترشهر، تالار اصلی؛ ۱۳۷۹
- "شب‌های آوینیون" (کورش نریمانی) تهران، جشنواره تئاتر فجر؛ ۱۳۷۹
- "کمدی رژیسترها نمی‌میرند" (حسین کیانی) تهران، تئاترشهر، تالار چهارسو؛ ۱۳۸۰
- "یک دقیقه سکوت" (محمد یعقوبی) تهران، تئاترشهر، تالار سایه؛ ۱۳۸۰
- "همان همیشگی" (ریما رامین‌فر) تهران، تئاترشهر، تالار سایه؛ ۱۳۸۱
- "پاییز" (نادر برهانی‌مرند) تهران، تئاترشهر، تالار چهارسو؛ ۱۳۸۱
- "۳۱/۶/۷۷" (علیرضا نادری) تهران، جشنواره تئاتر فجر؛ ۱۳۸۲
- "مرگ دستفروش" (نادر برهانی‌مرند) تهران، تئاترشهر، تالار قشقایی؛ ۱۳۸۵
- "شوایک" (کوروش نریمانی) تهران، تئاترشهر، تالار قشقایی؛ ۱۳۸۵
- "رویای نیمه شب پاییز"(کیومرث مرادی) تهران، تئاترشهر، تالار قشقایی؛ ۱۳۸۷
- "کابوس‌های پیرمرد بازنشسته خائن ترسو" (نادر برهانی‌مرند) تهران، تئاترشهر، تالار قشقایی؛ ۱۳۸۷
- "درس" (داریوش مهرجویی)، تئاتر ایرانشهر؛ ۱۳۸۹
- "شکلک" (نغمه ثمینی)، مجموعه فرهنگی اکو، تالار شمس؛ ۱۳۹۲
- «پائیز» (نادر برهانی‌مرند)، تئاتر ایرانشهر، سالن استاد ناظرزاده کرمانی؛ ۱۳۹۳
- مجلس ضربت زدن (محمد رحمانیان)، تئاتر شهر، سالن اصلی؛ ۱۳۹۵
- نمایش موزیکال «عروس مردگان» ُ، (امیدرضا سپهری)، (تهران رویال هال اسپیناس پالاس)، (۱۳۹۸)

## جوایز
- بازیگری سوم، جشنواره تئاتر فجر، رقص کاغذ پاره‌ها، ۱۳۷۸
- تقدیر، جشنواره تئاتر فجر، شب‌های آوینیون، ۱۳۷۹
- جایزه اول مشترک، جشنواره تئاتر فجر، رژیستورها نمی‌میرند، ۱۳۸۰
- جایزه اول، جشنواره تئاتر فجر، یک دقیقه سکوت؛ ۱۳۸۰
- بازیگری دوم، جشنواره تئاتر فجر (مشترک)، پاییز، ۱۳۸۱
- بازیگری دوم، جشنواره تئاتر فجر (مشترک)، همان همیشگی، ۱۳۸۱
- بهترین بازیگر طنز، سریال «بدون شرح» صدا و سیما؛ ۱۳۸۱
- بهترین بازیگر سریال «برای آخرین بار» جشنواره شبکه ۵؛ ۱۳۸۴
- بهترین بازیگر سریال «میوه ممنوعه» از دید تماشاگران خارج از کشور، شبکه جام‌جم؛ ۱۳۸۶
- بهترین بازیگر سریال «زیر هشت» از دید تماشاگران خارج از کشور، شبکه جام‌جم؛ ۱۳۸۶